# Die Lochis
I Die Lochis sono un duo musicale tedesco, famosi grazie ai loro video e alle loro canzoni su YouTube. È composto dai gemelli Heiko e Roman Lochmann (nati il 13 maggio 1999).

## Carriera
Dal 24 agosto 2011 i due fratelli hanno un canale su YouTube chiamato DieLochis su cui pubblicano principalmente canzoni e parodie di famosi successi. Nel 2012 hanno ricevuto il premio del pubblico per la categoria "Newbie" dei Deutschen Webvideopreises.  Il 26 ottobre 2014, il canale ha raggiunto 1.000.000 iscritti. Il 1 marzo 2014 hanno pubblicato il nuovo singolo Ich bin Blank, che è entrato al numero 34 nella Media-Control-Charts in Germania. Ich bin Blank è stato seguito dai singoli "Sonnenschein“, "Mein letzter Tag“, "Klartext“ e "Ab geht's".  Nel gennaio 2015 hanno completato il loro primo tour, il "Lochiversum Tour" in Germania e Svizzera.
Il 24 dicembre 2015, il loro primo lungometraggio, Bruder vor Luder, in cui i fratelli sono i principali attori e registi, è stato distribuito nei cinema. Il film è stato prodotto da Constantin Film.

## Discografia
- Mach es jetzt! (2012)
- Wir stürmen Berg auf (2012)
- Unsere Zeit (2012)
- Durchgehend online (2013)
- GTA 5 (2014)
- Ich bin blank (2014)
- Dreh die Musik auf (2014)
- Sonnenschein (2014)
- Realität (2014)
- Weihnachten (2014)
- Mein letzter Tag (2015)
- 1 Million (2015)
- Klartext (2015)
- Halt deine Schnauze (2015)
- Ab geht's (2015)
- Durch die Wand (2015)
- Bruder vor Luder (2015)
- Lieblingslied (2016)
- Wie ich (2016)

## Riconoscimenti
- Deutschen Webvideopreises
  - 2012: Vincitore dei Deutschen Webvideopreises "Newbie".
- PlayAward
  - 2014: Premio PlayAward nella categoria "Commedia" dei VideoDays 2014 a Colonia.

## Nomination
- 2013: nominato nella categoria "LOL" ai Webvideopreises
- 2014: nominato nella categoria "NowPlaying" dei Webvideopreis [9]
- 2015: nominato nella categoria "Lieblings-Videoblogger: Deutschland, Österreich, Schweiz“ ai Nickelodeon Kid's Choice Awards 2015